# Manja Kowalski
Manja Kowalski (25 de enero de 1976 en Potsdam) es una remera alemana.

## Biografía
En 1993 ya estaba remando para su club, el Potsdamer RG, año en el que fue campeona del mundo junior en la especialidad de scull. El año anterior había sido segunda en el doble scull. Tras dejar el remo un poco de lado, en 1999 ganó junto con Kathrin Boron el campeonato alemán en el doble scull. En los Juegos Olímpicos de Sídney 2000 ganó la medalla de oro en el cuatro scull junto con Meike Evers, Manuela Lütze y su hermana gemela Kerstin Kowalski.